# 月尾海列車
月尾海列車（ウォルミうみれっしゃ、ウォルミバダれっしゃ、朝鮮語: 월미바다열차、英語: Wolmi Sea Train）は、大韓民国仁川広域市の月尾海駅と月尾島を結ぶ観光用モノレール路線。
計画段階では月尾銀河レール（ウォルミウナレール）という名称であった。韓国で初めてのモノレール路線として、2009年ごろに設備はほぼ完成し試運転もされたものの、安全上の問題により事業が2度白紙化された後、車両や設備を変更したうえで、仁川交通公社による小型モノレール路線「月尾軌道車両（ウォルミきどうしゃりょう、월미궤도차량）」として2019年10月8日に開通した。

## 概要
京仁線仁川駅に隣接する月尾海駅を起点に、月尾島を一周する6.1キロメートルのラケット型ループ線として建設された。沿線に4つの駅を設置し、1周35分（平均時速14.4キロメートル）、10分間隔で運行（当初計画は最高時速50キロメートル、平均時速25キロメートル、所要時間30分での無人運転であった）。計画では、第2期として仁川駅からタプトン交差点を経由し東仁川駅まで、第3期として東仁川駅から自由公園を経て仁川駅までの路線があった。

## 構造運用
第1期（以下の仕様は後に大幅な変更がなされているため、完成時のものではない。）
- 施工 - 韓信工営（朝鮮語版）
- 車両製作 - ロウィン
- 監理 - 錦湖E&C

軌条は、アーバノート (Urbanaut Technology) を採用。列車はY字型のガイドレールに跨座し、ガイドレール付属の給電レールから集電、ゴムタイヤ車輪で路盤を走行する。制御方式はSPARCSと呼ばれる無線通信による列車制御システムで、日本信号が受注している。

### 車両
初代（解体）
列車は2両1編成で運行され、乗車定員は1両あたり立席21人座席14人の合計35人、1編成に70人となっている。
一連の不祥事、不具合により88億ウォンを投じた5編成10両は全て撤去のうえ、金属部分はスクラップに、FRP素材は廃棄物処理法に基づいて処理される。
2代目（製造中止）
伽藍新交通システム技術研究所が開発中の試作車両「KUM08A」シリーズ。1両の定員は8名で3両連結での走行も可能。最高時速15キロメートル。安全性を高めるため、3点支持法を採用している。バッテリー式の無人自律走行が可能。なお、レールが左右2本になっているが、同社ではモノレールとしている。
3代目
釜山を拠点に小型モノレール製造を手がけ、巨済島の巨済捕虜収容所（英語版）遺跡公園内の「巨済観光モノレール」（6人乗り）などの納入実績をもつ大林モノレール（テリムモノレール、대림모노레일）社による3本レール（底面1ヶ所と両側面2ヶ所の3点支持式）の車両。バッテリー駆動での数十人規模のモノレールは前例がなく、新たに開発に着手すると大林モノレール社自身も表明していた。車載バッテリーによる駆動の2両編成で各車両23人、編成定員は46人の中型車両。5編成が発注され、1周35分（平均時速14.4キロメートル）、10分間隔で運行。

## 運賃
広域電鉄・高速鉄道に適用される鉄道事業法・鉄道輸送法、都市鉄道に適用される都市鉄道法などが適用されず、観光路線扱いとなるため、首都圏電鉄における首都圏統合料金制は適用されず、付加価値税の課税対象となる。
当初発表された利用料金は、片道大人が7,000ウォン・子供6,000ウォン。2回乗車券も用意され、料金は大人8,000ウォン・子供は6,000ウォンとされるが、値下げ要求などもあり確定していなかった。最終的に、料金は大人8,000ウォン、学生・高齢者6,000ウォン、未就学生5,000ウォン、障がい者4,000ウォン。2019年末までは開通プロモーションとして、大人6,000ウォン、学生・高齢者6,000ウォン、未就学生4,000ウォン、障がい者3,000ウォンで利用できる。最大3回まで乗車可能。

## 駅一覧
駅は次のとおり。これは、2009年5月26日に開かれた"月尾銀河レールの駅の名称選定、最終審議委員会"で2009年2月1日から2月20日まで仁川市民を対象とした公募により募集した駅名の中で審査を経て選定されたが、事業者変遷を経て再度見直された。
- 月尾海駅 (월미바다역) - KORAIL仁川駅に接続。計画段階の名前は「仁川銀河駅」。
- 月尾公園駅 (월미공원역) - 月尾公園入口
- 月尾文化通り駅 (월미문화의거리역) - 月尾文化の街入口
- 博物館駅 (박물관역) - 海洋科学館予定地。計画段階の名前は「移民史博物館駅」。

## 沿革
仕様が繰り返し変更されているため、仕様ごとに分割して記述する。第1～3期という表記は本欄における便宜的なもので路線の延伸構想とは無関係。

### 第1期
本路線は2008年7月に着工、2009仁川世界都市祝典の旅客需要を賄うため、祝典開催前の2009年8月を目標に第1次開業工事が進められたが、安全上の理由から、2010年3月26日に開業は延期された 。
2010年6月開業を目標に点検は続けられたが、4月30日には試験運転をしていた列車が、停車していたレール点検車両に追突する事故が発生、開業は7月に延期された。
また6月末には、仁川交通公社が2015年には86億ウォンに達する累積赤字が発生する分析が公表されると共に、宋永吉仁川広域市長が候補時代に告発した仁川広域市の負債7兆ウォンのほか、2010年7月には追加で2兆ウォンの赤字が示されるなど、仁川広域市の財政構造が非常に深刻なことが白日の下に晒された。
その後、開業時期は9月に再度延期されたが、2011年1月、仁川交通公社が事実上事業放棄を宣言するなど、明確な開業見通しが立たない状態が続いていた。2012年、KRRI（韓国鉄道技術研究院。日本の鉄道総合技術研究所に相当する機関）や、市の調査特別委員会を交えた試運転で安全性の検証を行なっているが、営業運転可能な安全性確立に手間取っている。
2013年7月9日、月尾銀河レールを管理している仁川交通公社社長は記者会見を開き、「KRRIによる安全性検証の結果、全体的な不良・問題点が見つかり運行困難。これ以上韓信工営に月尾銀河レールを任せておくことは出来ない。代わりとなる事業を進めていく。」と発表。手抜き工事の責任を問い、韓信工営アン・ヒョンフェ元社長を告発するとともに、関連業務を担当したとされる仁川市の職員など14人について、同市に処分を求める方針を示した。刑事訴訟では韓信工営と監理業者には無罪判決が下された。
その後、2013年末には月尾銀河レールの設備をレールバイクに転用する案が示されたが、年間予想利用者数などのデータが過大ではないかという指摘もあった。
車両や軌道の撤去費用不払いによる韓信工営と交通公社の民事訴訟は、一審が交通公社の補修費用損失を認めて施工社側に54億ウォンの支払を命じる原告勝訴で、2018年1月の二審も46億ウォンに減額されたものの、施工社側敗訴となっている。その翌月に韓信工営は上告している。

### 第2期
新市長就任後の2015年2月、民間のガラムスペース（Garam Space、가람스페이스）社と仁川交通公社の間で契約締結がなされ、同年8月10日に同社がプロジェクト法人「仁川モノレール株式会社」を設立し、2016年8月の商業運営開始を目指し改善事業を着手した。施工に190億ウォンと毎年8億ウォンの使用料で20年間の運営権を獲得した。
レールバイク案ではなく、車体が8人乗りの小型モノレールを採用し、1周47分、1分間隔での運行を予定しており、同年12月30日にはY字型レールの撤去作業を開始した。
2016年7月12日に軌道上にあるすべての初代車両の撤去を開始。軌道も長年の放置で風雨に曝され、小型化した車両といえど橋脚などの補強が必要とされるため、同年8月の開業予定も翌年に先送りとなった。
その後、安全基準厳格化によりレール撤去後の施設補強費がかさんだため、ガラムスペース社の資金調達が難航、開業予定の2017年になっても5月までの量産車生産に着手できず8月開業が絶望的なため、2017年3月17日に契約を解除。以降は仁川広域市の直轄事業として進められている。
2社目のガラムスペース社選定段階で不正入札疑惑が浮上し、2018年1月に検察は交通公社と仁川市庁に対して家宅捜索を行ったが、3月に嫌疑不十分として不起訴処分を下している。

### 第3期
2017年10月19日、仁川広域市の財政事業として再始動した事業での事業者公募入札には、中国の深圳市歓楽幹線向けの商用モノレールなどで納入実績があるスイスの遊具メーカーであるインタミン社が単独応札したが、競争入札とはならずに3回目の入札に先延ばしされた。12月15日、大林モノレール社と「月尾軌道車両（월미궤도차량）」運行システムに関する総額約180億ウォンの調達、敷設契約を締結。軌道は小型モノレールのものを撤去し中型車両用のレールを再敷設するものの、橋桁や橋脚は建設済みのものを活用する。
2018年8月13日に仁川広域市は交通公社へ、工事完了日を2019年6月末とする事業実施計画の認可を通知した。
2019年10月8日、オープン。開通後の20日間の1日あたりの乗車人数は1467人に上った。定員は46人しかないので、毎日多くの人が乗車を待ちに行列に並ぶことになった。

## 事故不祥事一覧
本事業を巡っては、限られた納期に対して横行した不正不良施工とずさんな工事、それに伴う事故が多発している。

### 開通前
- 2009年
  - 3月4日 - 橋脚橋桁ガイドレール間接合を固定ボルトの代わりに溶接。建設会社の勝手な設計変更が発覚[47]。
  - 3月6日 - 車両モーター急造疑惑発覚。車両設計時、外国の既成品モーターを利用する予定であったが、2008年12月になって施工者の韓信工営は急遽モーターを国内で開発するとして、発注元である仁川交通公社の承認を要求。4か月間で、開発と製作、テスト装着までのすべてを終えるとした[48]。
  - 3月9日 - 部材を交換せずに溶接除去とボルト留め。一度溶接した部材剥離に建築物解体に用いる溶接除去工事。加熱による材質劣化により、このままボルト留めしては設計時想定の弾性と強度を満たさない可能性を指摘される[49]。
  - 12月16日 - 無理な工期短縮、施工誤差多発。橋脚1つあたりの工期を、一般的には10.5日かかるところを工法変更により1.5日に短縮。橋脚基礎工事期間は、予定の1711日から1467日減の244日。行政安全部の調査により橋脚163か所のうち円形橋脚142か所が精密施工されず、最大で219ミリメートルの施工誤差が発生したとして摘発に至る[50]。
- 2010年
  - 4月30日 - 試運転をしていた列車が、停車していたレール点検車両に追突する事故が発生。レール点検車両が2メートルほど押し出されて駅施設に衝突。駅外壁に設置されていた大型電光板が道路に落下。負傷者なし[51][52]。
  - 8月17日 - 脱輪による部品落下事故　月尾文化の街駅から移民者博物館駅間に進入しようとしていた試運転中の列車がバランスを崩し、軌道上の碍子に接触し破壊しながら停車。碍子の一部が落下し、歩行者1名が負傷した。事故原因は案内車輪の破損による脱輪とされている[53]。

- 2012年
  - 1月12日 - 建設を請け負った韓信工営、下請けの無免許事業者への施工指示疑惑発覚[54]。2013年07月19日、地裁において韓信工営に無罪評決。ただし、下請け業者から金品を受け取った韓信工営従業員には懲役6ヶ月 - 1年6ヶ月、執行猶予3年などの有罪を宣告した[55]。
  - 1月31日 - 鉄製Y字型ガイドレールから安易なアルミ製ガイドレールへの施工変更疑惑発覚[56]。
  - 2月7日 - 車庫建設に伴う工事費水増し疑惑と狭小な車庫設備が発覚[57]。
  - 5月4日 - 集電装置部品落下事故　試運転中列車が移民史博物館駅に進入する際、車両下に取り付けられた集電装置部品が線路下10メートルに落下。負傷者なし[58]。
  - 10月5日 - 仁川広域市中区がイベント用に設置したアルミ構造物と試運転中の列車との接触事故が発生。構造物は変形し車両は左ドアが破損。事故当時、列車には車両点検のために人が乗っていたにも関わらず、事故を防げなかったことが指摘されている。また、無人運転であるにもかかわらず、列車前方の障害物を検知できるセンサーが存在しないことが分かった[59][60]。

- 2013年
  - 1月15日 - 仁川交通公社が再稼働への検証業務について中間結果を公表し、設計に総体的な欠陥があり、安全性と収益性いずれも著しい懸念があるとした。

1. 案内輪の耐久性（試験結果5つのうち3つに亀裂）
2. 集電の電車線が急カーブ部分で軌道から離脱
3. 乗り心地試験で9回中8回が不合格
4. 車両とレールの接触不良で感電懸念
5. 定位置停車について24%が基準値超過
6. 急発進する不具合について制御装置の設計不良

などが確認され、安全な走行のために、再設計が必要という評価だった。また仁川発展研究院によると、このまま開業した場合、初年度で約35億ウォン、2017年には約43億ウォン、2022年には約57億ウォンの赤字が生じるとしている。
- 1月30日 - 仁川の市民団体が前年12月29日に「適用法を軌道・索道法に変えれば開通は可能で、安全性は乗客が保険に入ればよい。」と発言した中区長に対し公開謝罪を要求。
- 4月24日 - 仁川市長らを迎えた試乗の際、駅間で急停車したり、駅での停車時にホームドアから外れた位置で停止するなど、自動運転システムのトラブルが多発。
- 5月22日 - 仁川交通公社がKRRIに委託していた安全性検証検討結果が公表され、車両、軌道、土木、信号・通信すべての分野に問題があり、現状での無人自動運転は不可能とされた。

1. 車両の案内輪について、2.1トンの荷重（約32人乗車）時に71万回転（基準値100万回転）で亀裂が発生し、脱線の危険性がある。
2. Y字形ガイドレールの軌道への固定が弱く、横倒しになる危険性があり、全て撤去の上で補強締結具とともに再敷設が必要。
3. 乗客の緊急脱出装置が長さ7メートルで、当路線軌道面高さの8 - 12メートルに対して不足している。
4. 橋脚の位置が基準の50ミリメートルを超えてずれているため、直線上でもレールが歪曲していた。
5. 橋脚の95%が傾いており、落下物防止装置もない。
6. 信号・通信について、定位置停車成功率が基準の99.99%を大幅に下回る74%で無人自動運転が不可能。
7. 碍子の乾燥試験について、25%が不良判定
8. 車両とレール間の絶縁装置について、性能不足による感電事故の懸念。また、塩害対策もなされていない。
9. 乗り心地の改善について、車両の衝撃を緩衝する縦方向と水平方向のダンパーをそれぞれ20個、40個ずつ追加設置する必要がある。
10. ワイヤレス音声通話感度が10区間で基準以下であり、有事の際に指令室で車両を制御することができない場合がある。
11. 撤去の場合、費用は250億ウォン
12. 計画通りの運行には再施工レベルの補修・補強作業が必要で、その際の費用は157億ウォン。

- 5月23日 - 交通公社が課した施工不良対する罰金について、監理会社が起こした取消訴訟を最高裁が棄却し、施工不良・監理不良が事実上認定された。
- 5月30日 - 仁川の市民団体が手抜き工事と血税浪費の法的責任を問うため交通公社と施工会社、前市長安相洙（アン・サンス）を告発。

- 2016年

- 5月 - 市長が国会議員を務めていた2004年当時、当路線の計画が持ち上がった直前に親族とともに通過予定地に土地を購入したり、2007年の容積率緩和、2014年の仁川観光公社設立など好材料が相次いだことに対し、便宜供与や計画的不動産投機ではないかと疑惑が浮上し、市長が市の土地開発計画議決決済を保留する事態に発展している
- 6月22日 - 仁川交通公社社長、2号線や当路線開業を直前に控えているにも関わらず、任期を1年半残し突如辞任。

- 2017年

- 3月17日 - 交通公社がガラムスペース社との契約を解消。また市予算による直接事業に切り替える方針を表明。
- 3月21日 - 市民団体が1,000億ウォンを無駄にしたと、住民監査請求のための署名運動を開始。

### 開業後
- 2019年

- 10月9日 - 動力伝達装置の摩耗により異常音がし、5編成中2編成が駅間で運行を停止する事故が発生。開業から2日目のことであった。

## ギャラリー
以下の写真は2013年10月現在。

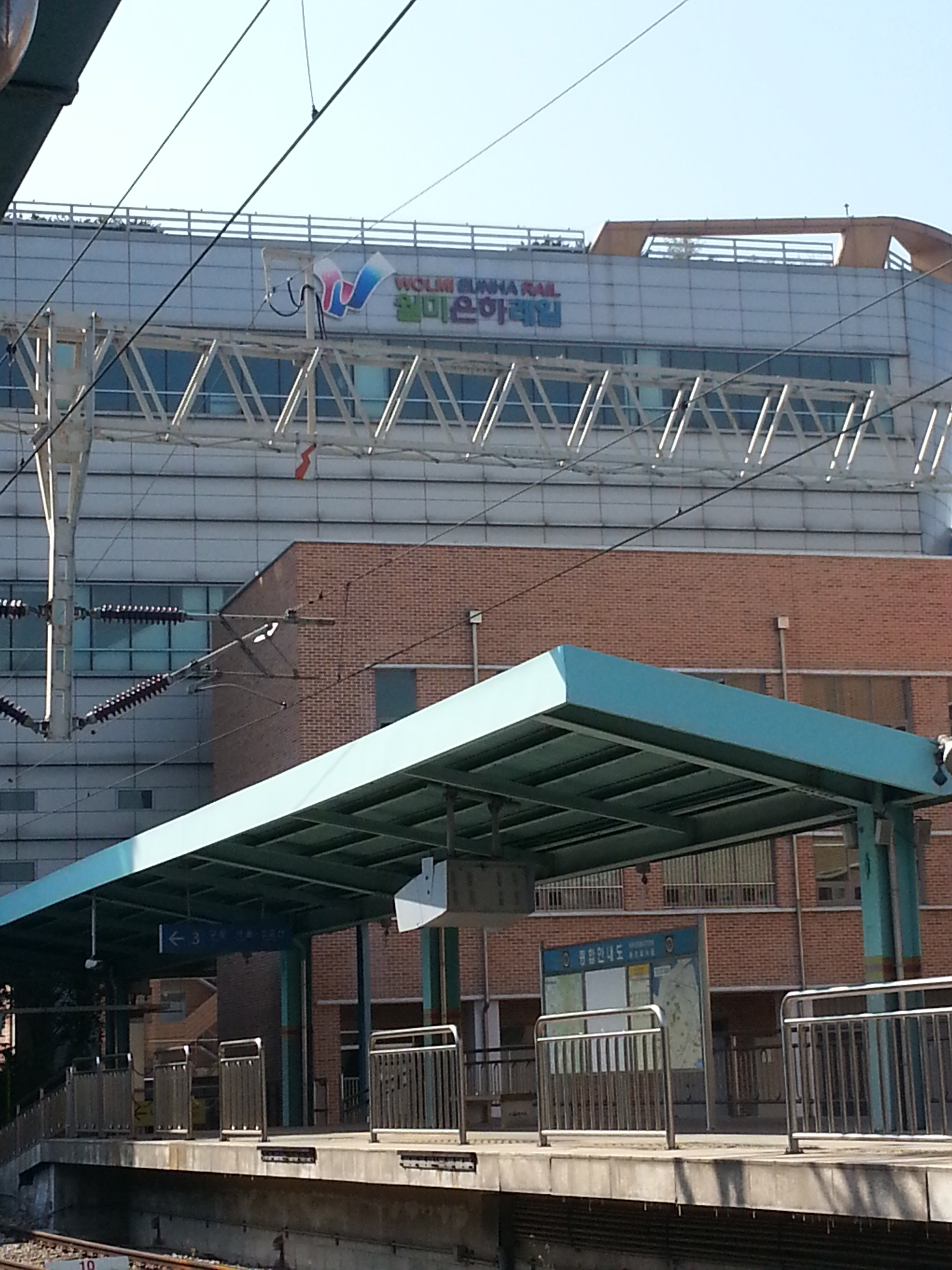
仁川駅ホームから見える「仁川銀河駅」駅舎。
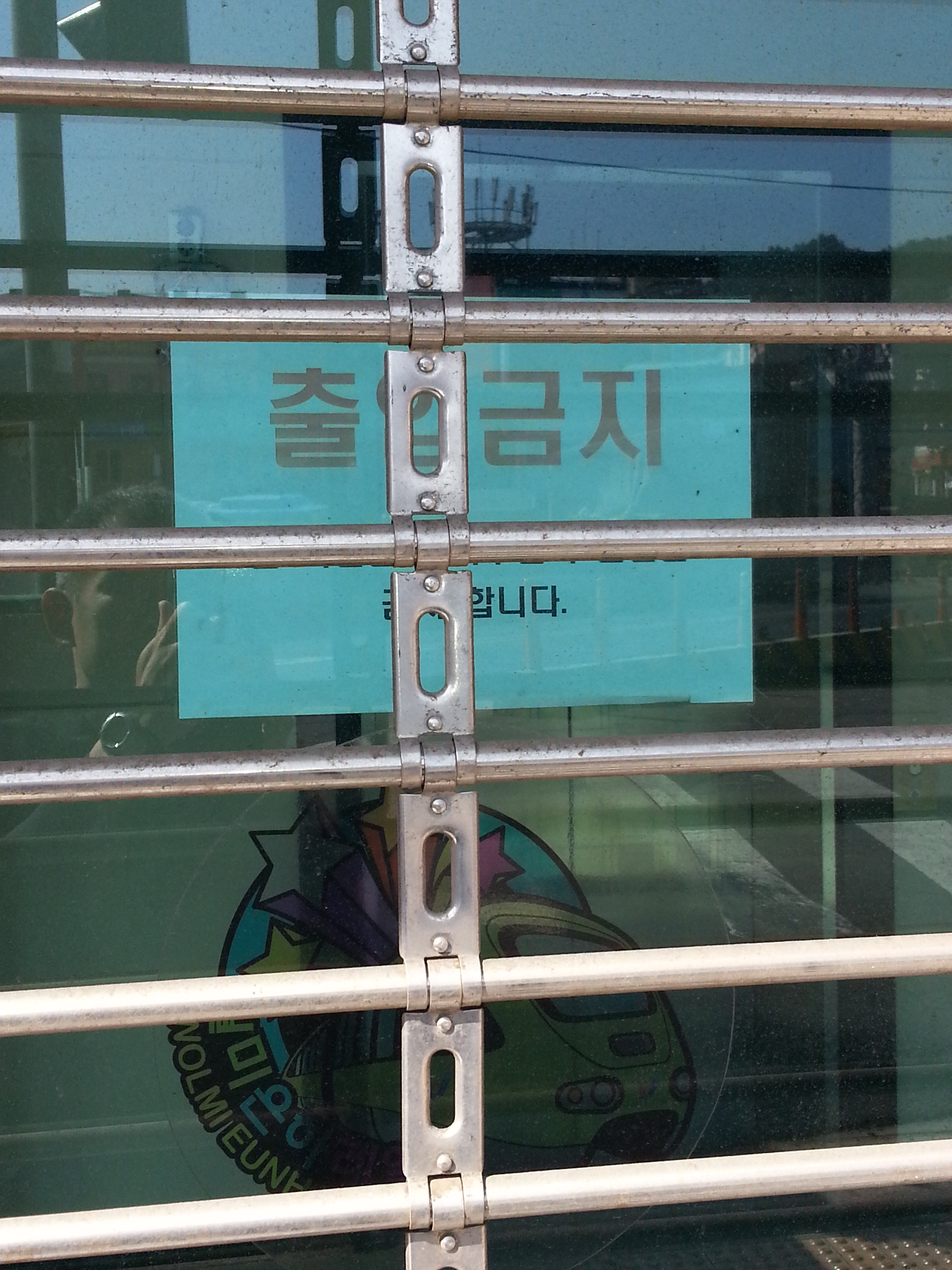
「仁川銀河駅」立入禁止表示。
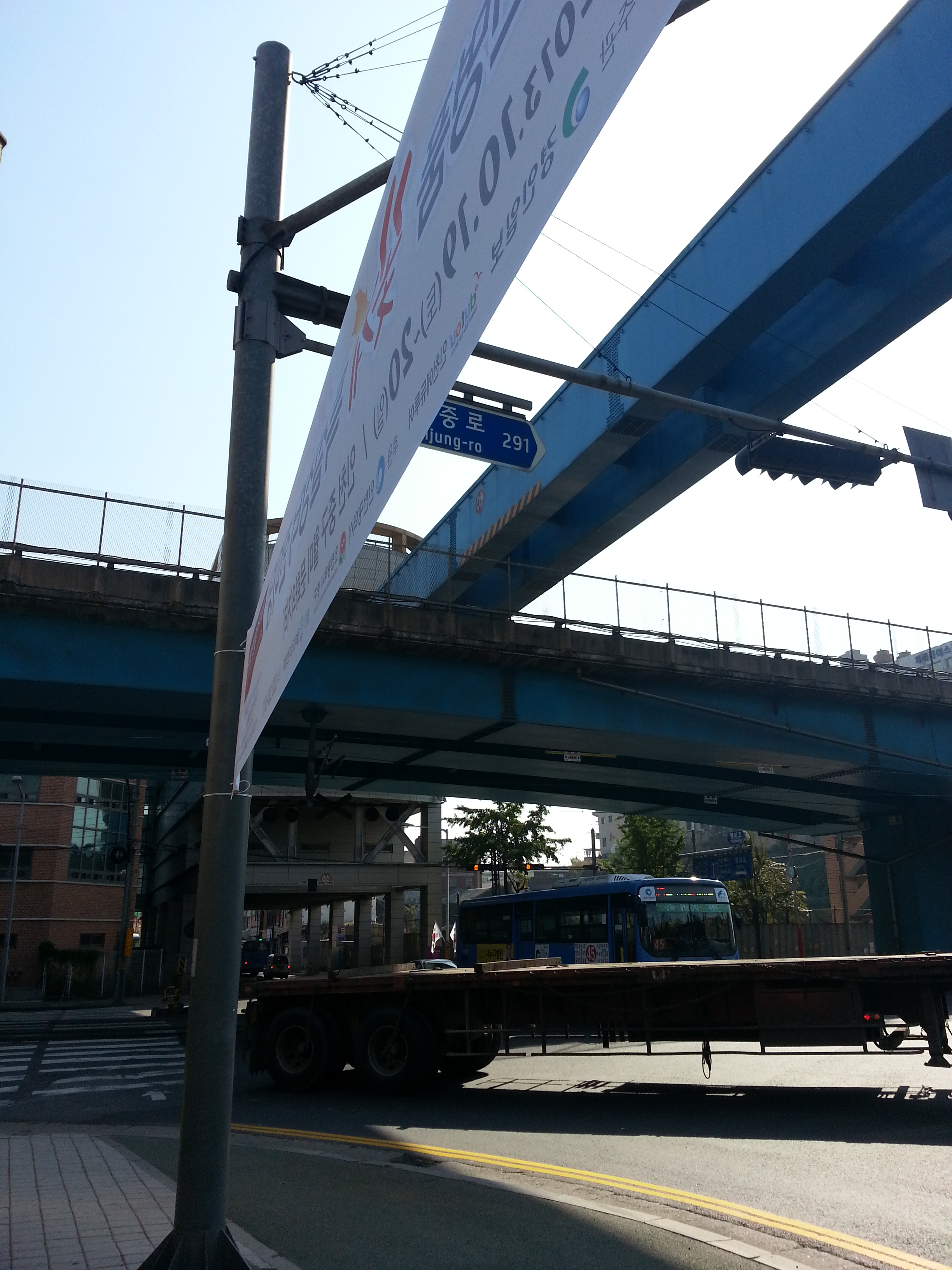
「仁川銀河駅」から延びる複線のレール。
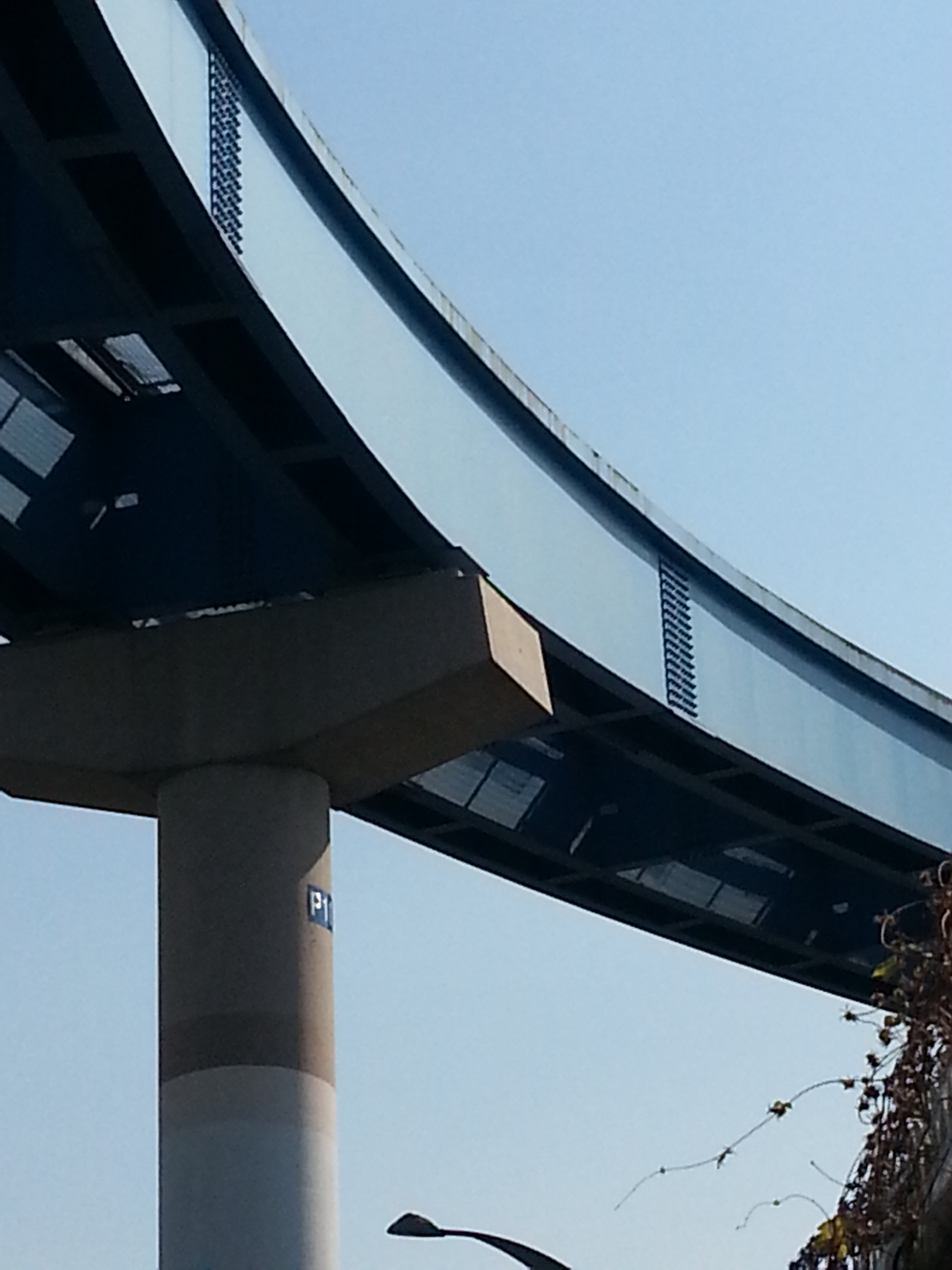
月尾島入口付近のモノレール軌道。錆が少し入っている。